# But Here We Are
But Here We Are è l'undicesimo album in studio del gruppo musicale statunitense Foo Fighters, pubblicato il 2 giugno 2023 dalla Roswell e dalla RCA Records.
Prodotto da Greg Kurstin e dagli stessi Foo Fighters, si tratta del primo album in studio realizzato dal gruppo all'indomani della morte del batterista Taylor Hawkins, avvenuta nel marzo 2022. Per l'occasione, il frontman Dave Grohl ha suonato e registrato tutte le parti di batteria.

## Antefatti
Già a metà del 2021 Dave Grohl aveva in programma un album successivo a Medicine at Midnight, spiegando che ogni disco pubblicato dai Foo Fighters rappresentava una risposta a quello precedente e che il materiale pensato per l'undicesimo album di inediti programmato sarebbe stato «un disco rock progressivo folle». Tuttavia, i piani sono stati bruscamente stravolti dopo che il batterista Taylor Hawkins è morto inaspettatamente nel marzo 2022, portando il gruppo a cancellare ogni evento in programma. Solo nel dicembre 2022 è stato rivelato che i componenti rimasti avrebbero proseguito l'attività musicale, sottolineando che «sarebbero diventati una band diversa in futuro».
Le voci su un nuovo album sono emerse nel febbraio 2023, quando il DJ radiofonico Chris Moyles di Radio X ha menzionato una pubblicazione dei Foo Fighters prevista per il mese seguente. But Here We Are è stato annunciato ufficialmente il 19 aprile, con data fissata al 2 giugno seguente. Tutte le parti di batteria sono state curate da Grohl, strumento che non suonava con il gruppo dal 2005.

## Stile musicale
L'album ha visto i Foo Fighters collaborare per la terza volta consecutiva con il produttore Greg Kurstin, dopo pertanto Concrete and Gold (2017) e Medicine at Midnight (2021). Secondo il gruppo, lo stile musicale rappresenta «una canalizzazione sonora dell'ingenuità dell'album di debutto dei Foo Fighters del 1995, informato da decenni di maturità e profondità» mentre i testi sono «una risposta brutalmente onesta ed emotivamente cruda a tutto ciò che i Foo Fighters hanno sopportato di recente [...] 10 canzoni che coprono la gamma emotiva dalla rabbia e dal dolore alla serenità e all'accettazione, e una miriade di punti intermedi». Oltre ad affrontare la morte di Hawkins, Grohl ha scritto testi dedicati alla madre Virginia, deceduta nello stesso anno.

## Promozione
L'album è stato pubblicato il 2 giugno 2023 ed è stato anticipato da quattro singoli. Il primo di essi, Rescued, è stato pubblicato in concomitanza con l'annuncio dell'album, mentre il secondo è stato Under You, presentato il 17 maggio. Gli altri due singoli estratti sono stati Show Me How, uscito il 25 maggio e che ha visto la partecipazione vocale di Violet Grohl, e The Teacher, distribuito digitalmente il 30 maggio.
Il gruppo ha annunciato oltre 25 concerti a sostegno dell'album in Nord America e Europa. Successivamente, il 21 maggio è stato annunciato l'ingresso in formazione del batterista Josh Freese, facendo il suo debutto in un concerto dal vivo il 24 maggio, dove il gruppo ha suonato per la prima volta altri due brani del disco, Nothing at All e la title track.

## Tracce
Testi e musiche dei Foo Fighters.
1. Rescued – 4:18
2. Under You – 3:39
3. Hearing Voices – 3:48
4. But Here We Are – 4:43
5. The Glass – 3:49
6. Nothing at All – 3:27
7. Show Me How – 4:53
8. Beyond Me – 3:55
9. The Teacher – 10:04
10. Rest – 5:33

## Formazione
Gruppo
- Dave Grohl – voce, chitarra, batteria
- Nate Mendel – basso
- Chris Shiflett – chitarra
- Pat Smear – chitarra
- Rami Jaffee – tastiera

Altri musicisti
- Violet Grohl – voce (traccia 7)

Produzione
- Greg Kurstin – produzione
- Foo Fighters – produzione
- Mark "Spike" Stent – missaggio
- Randy Merrill – mastering
- Morning Breath, Inc. – direzione artistica, grafica